# Mimobolbus decorsei
Mimobolbus decorsei är en skalbaggsart som beskrevs av Renaud Maurice Adrien Paulian 1941. Mimobolbus decorsei ingår i släktet Mimobolbus och familjen Bolboceratidae. Inga underarter finns listade i Catalogue of Life.